# 錦花堂

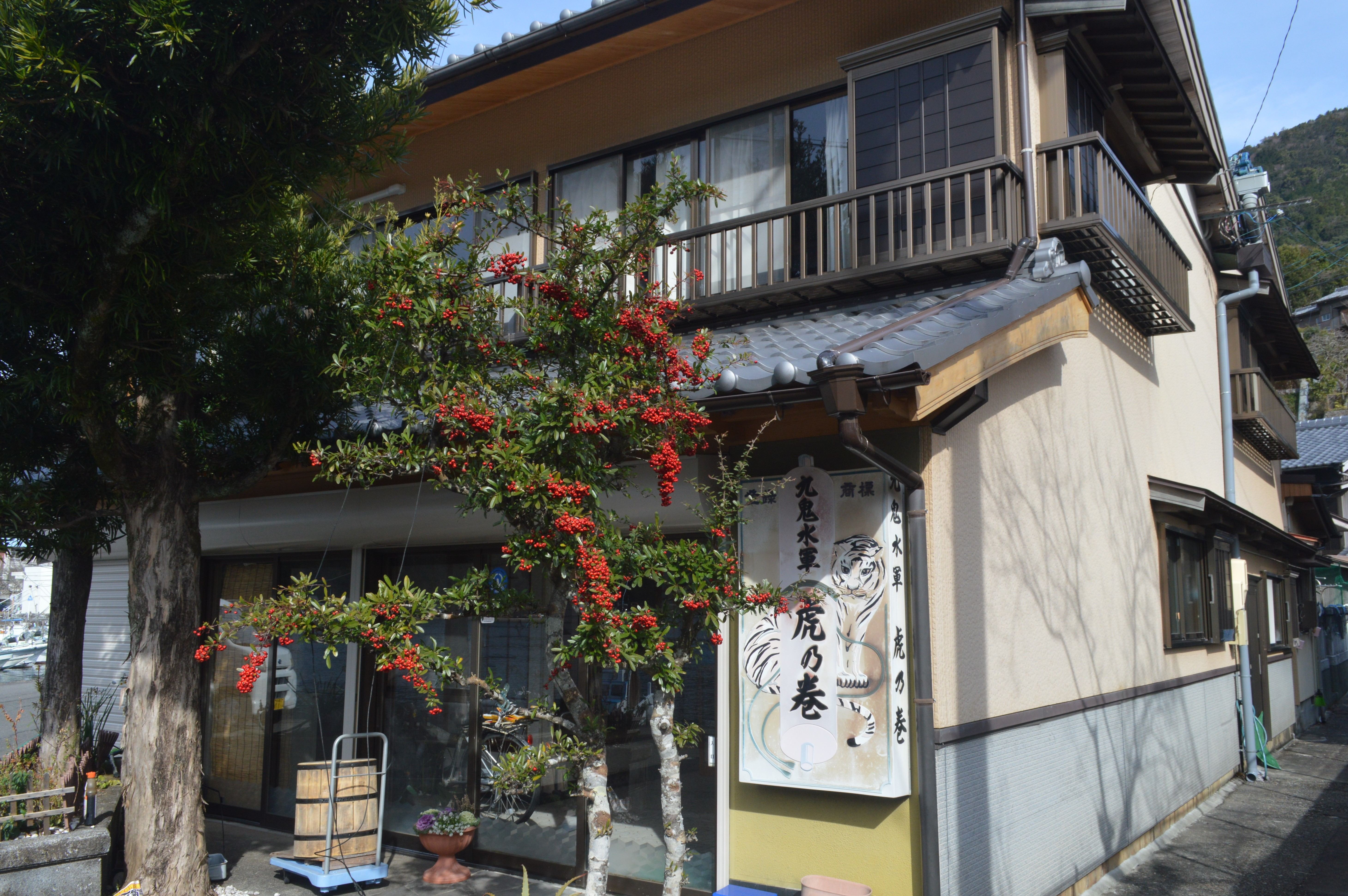
錦花堂 店舗外観

錦花堂（きんかどう）は三重県尾鷲市九鬼町にある和菓子店。九鬼町で唯一の和菓子店であり、トラ柄に焼き上げたカステラで餡をくるんだ和菓子「九鬼水軍 虎の巻」（とらまき）で知られる。

## 虎の巻
「虎の巻」は土曜日にしか製造・販売していない。
かつての九鬼町は定期船を使わねば他の町へ行けない「陸の孤島」であったが、その時代に九鬼町を訪れた和菓子職人が町人に作り方を教えた菓子が「虎の巻」の原型とされる。
九鬼町にある九木漁港は九鬼水軍発祥の地ともされる。「虎の巻」は、九鬼水軍の戦法を記述してあるという虎の巻を模したデザインとなっている。
「虎の巻」の特徴は、巻きが不完全になるほどと称されるくらいに餡の量が多いことで、断面は渦巻ではなく「の」の字形になる。
姉妹品にクリームをカステラで巻いた商品もある。